# 腓特烈-威廉-吕布克-科格
腓特烈-威廉-吕布克-科格是德国石勒苏益格－荷尔斯泰因州的一个市镇。总面积13.49平方公里，总人口176人，其中男性92人，女性84人（2011年12月31日），人口密度13人/平方公里。